# Christopher Ezeala
Christopher „Chris“ Nwabuisi Ezeala (* 19. September 1995 in München) ist ein ehemaliger deutscher American-Football-Spieler auf der Position des Runningback/Fullbacks, der in den Saisons 2018 und 2019 durch das International Pathway Program bei dem NFL-Team Baltimore Ravens unter Vertrag stand. 2021 und 2022 spielte Ezeala in der Canadian Football League (CFL) für die Saskatchewan Roughriders. Zuletzt stand er bei Stuttgart Surge in der European League of Football unter Vertrag.

## Leben
In Deutschland spielte Ezeala in der Jugend bei den Feldkirchen Lions, München Rangers sowie bei den Herren für die Ingolstadt Dukes und die Allgäu Comets in der German Football League. Dabei spielte er vorwiegend als Linebacker, aber auch als Defensive End und als Runningback. Zu Beginn des Jahres 2018 verbrachte er rund drei Monate an der IMG Academy in Florida, wo er für die Position des Fullbacks trainierte. Über das International Player Pathway Program der NFL kam Ezeala zu den Baltimore Ravens.
Nachdem er in der Preseason der NFL-Saison 2018 alle 5 Spiele bestritten hatte (in der Regular Season war er nicht spielberechtigt), unterzeichnete er bei den Ravens einen Reserve/Future Contract über ein Jahr. Während der Saisonvorbereitung im August 2019 spielte Ezeala in vier Spielen, schaffte aber erneut nicht die Aufnahme in den 53er-Kader der Spielberechtigten. Er wurde dafür aber erneut in den Practice Squad aufgenommen. Zu Beginn des Jahres 2020 bekam er keinen weiteren Future Contract mehr angeboten.
Im April 2021 nahmen die Cologne Centurions aus der neugegründeten European League of Football Ezeala unter Vertrag. Im ersten Spiel der Liga erzielte Ezeala bei der 39:55-Niederlage der Centurions gegen die Panthers Wrocław einen Touchdown, bevor er die Partie im dritten Viertel verletzungsbedingt verlassen musste. Wegen verletzungsbedingten Ausfällen kam Ezeala auch in der Defense zum Einsatz. Nach drei Spielen beendete er die Saison aus familiären Gründen vorzeitig. Bereits im April 2021 wurde Ezeala beim Global Draft der Canadian Football League (CFL) von den Saskatchewan Roughriders an fünfter Stelle ausgewählt. Nachdem sich Ezeala zunächst für die Centurions entschieden hatte, reiste er Ende August schließlich doch nach Regina, um zunächst im Practice Roster für die Roughriders zu spielen.
Im Dezember 2023 wurde Ezealas Verpflichtung bei Stuttgart Surge in der ELF bekanntgegeben. Nach dem 5. Spieltag gab das Team bekannt, dass er seine aktive Karriere beendet habe.

## Statistiken
| Jahr                                           | Team               | Spiele | Tackles | Tackles | Tackles | Tackles | Tackles | Interceptions | Interceptions | Interceptions | Interceptions | Fumbles | Fumbles | Fumbles |
| Jahr                                           | Team               | Spiele | Total   | Solo    | Ast     | TFL     | Sack    | BrUp          | INT           | Yds           | TD            | FF      | FR      | TD      |
| ---------------------------------------------- | ------------------ | ------ | ------- | ------- | ------- | ------- | ------- | ------------- | ------------- | ------------- | ------------- | ------- | ------- | ------- |
| German Football League                         |                    |        |         |         |         |         |         |               |               |               |               |         |         |         |
| 2016                                           | Allgäu Comets      | 10     | 54      | 25      | 29      | 8       | 1       | 0             | 1             | 41            | 0             | 0       | 0       | 0       |
| 2017                                           | Ingolstadt Dukes   | 12     | 61      | 36      | 25      | 19      | 10      | 1             | 0             | 0             | 0             | 5       | 0       | 0       |
| GFL Gesamt                                     | GFL Gesamt         | 22     | 115     | 61      | 54      | 27      | 11      | 1             | 1             | 41            | 0             | 5       | 0       | 0       |
| European League of Football                    |                    |        |         |         |         |         |         |               |               |               |               |         |         |         |
| 2021                                           | Cologne Centurions | 2      | 7       | 4       | 3       | 2,5     | 1,5     | 0             | 0             | 0             | 0             | 1       | 0       | 0       |
| 2024                                           | Stuttgart Surge    | 3      | 14      | 5       | 9       | 2,0     | 1,0     | 18            | 0             | 0             | 0             | 2       | 0       | 0       |
| ELF Gesamt                                     | ELF Gesamt         | 5      | 21      | 9       | 12      | 4,5     | 2,5     | 18            | 0             | 0             | 0             | 3       | 0       | 0       |
| Quelle: stats.gfl.info, sportsmetrics.football |                    |        |         |         |         |         |         |               |               |               |               |         |         |         |